# Tina Karol
Tetiana Hryhorivna Liberman (sinh ngày 25 tháng 1 năm 1985), nổi bật hơn với nghệ danh Tina Karol, là một ca sĩ người Ukraina, người sáng lập tổ chức từ thiện Tina Karol Charitable Foundation.
Năm 2006, cô được chọn đại diện cho Ukraina dự thi tại Eurovision Song Contest. Tiết mục "Show Me Your Love" của cô giành vị trí thứ bảy chung cuộc trong trận chung kết. Năm 2017, Karol được trao danh hiệu "Nghệ sĩ Nhân dân Ukraina".
Từ năm 2020, cô làm giám khảo tại Vidbir - cuộc thi cấp quốc gia để chọn thí sinh đại diện Ukraina dự thi Eurovision Song Contest. Tina Karol đã giành hơn 25 giải thưởng lớn (Grand Prix) và giải nhất ở nhiều cuộc thi và liên hoan âm nhạc quốc tế. Âm vực của cô dài hơn bốn quãng tám (từ nốt Fa của quãng tám nhỏ đến nốt Fa của quãng tám thứ năm).
Karol vừa là cố vấn của chương trình Holos Krainy (2013, 2015–2021), vừa là huấn luyện viên ngôi sao của Holos Dity (2012, 2015, 2016). Cô làm MC cho các chương trình truyền hình “Hochu buty Zirkoyu” ("I Want to be a Star") và “Tantsi z Zirkamy” trên kênh truyền hình 1+1 (2005-2007, 2017–2019).
Năm 2013, Tina Karol trở thành “Người phụ nữ nổi tiếng nhất Ukraina” theo số liệu của Google và Yandex. Cô sở hữu ba lần nắm giữ danh hiệu "Ca sĩ của năm" tại lễ trao giải âm nhạc YUNA (2014, 2015, 2018) và ba lần nắm giữ danh hiệu cùng tên tại lễ trao giải âm nhạc M1 (2015, 2017, 2018). Tina Karol cũng có ba lần làm chủ nhân danh hiệu “Người phụ nữ đẹp nhất Ukraina” (giải “Người phụ nữ đẹp nhất” của tạp chí VIVA! vào các năm 2008, 2009, 2017). Năm 2021, Tina Karol lọt vào “Top 100 phụ nữ giàu ảnh hưởng nhất Ukraina” theo tạp chí Focus.
Ngày 1 tháng 6 năm 2014, vào ngày lễ Thiếu nhi, Tina Karol sáng lập tổ chức từ thiện Tina Karol Charitable Foundation. Đây là sáng kiến từ thiện của nữ ca sĩ nhằm giúp đỡ các khoa ung thư nhi ở bệnh viện địa phương, ở mọi thành phố của Ukraina. Trên danh nghĩa nhân vật của công chúng và nhà từ thiện, Tina Karol còn hợp tác với Quỹ Dân số Liên Hợp Quốc ở nhiều chương trình xã hội. Cô tiến hành hai nhiệm vụ gìn giữ hòa bình ở các điểm nóng của hành tinh - Iraq và Kosovo (2005). Tina Karol đi lưu diễn ở gần như toàn bộ Ukraina, và Great Tour of Schools là một phần trong chương trình xã hội của cô. Cô phát triển dự án xã hội “Znaty ta chuty!” ("Know and Hear!"), và tự làm đại diện cho dự án tại Diễn đàn UNFPA ở Istanbul vào tháng 4 năm 2007.
Mùa thu năm 2017, Karol trở thành nghệ sĩ Ukraina đầu tiên biểu diễn bảy buổi hòa nhạc liên tiếp ở Cung nghệ thuật quốc gia Ukraina - địa điểm tổ chức hòa nhạc lớn của đất nước. Show thứ bảy được tổ chức với mục đích từ thiện. Bác sĩ và thiếu nhi do Quỹ Tina Karol hỗ trợ đều được mời đến tham dự.
Mùa hè năm 2018, Tina Karol thiết lập nên kỷ lục trong lịch sử nhạc pop Ukraina: cô đã tổ chức 77 buổi hòa nhạc ở tour diễn xuyên quốc gia mang tên Intonations. Suốt sự nghiệp, Tina đã thu thanh chín album phòng thu, ba mini-album, sáu album thu trực tiếp, bảy soundtrack, 40 đĩa đơn, một cuốn sách nói và ba tuyển tập các bài hit. Tính đến tháng 5 năm 2023, danh sách sản phẩm video của Tina Karol gồm 48 video âm nhạc, chín cuốn phim tài liệu, bốn mood video và một video nhạc ghi ca từ.

## Thân thế và giáo dục
Tina Karol sinh ngày 25 tháng 1 năm 1985, có mẹ là người Ukraina và bố là người Ukraina gốc Do Thái ở Orotukan, tỉnh Magadan, Viễn Đông Nga. Karol chuyển đến Ivano-Frankivsk, Ukraina năm lên sáu tuổi. Cha cô tên Hryhoriy Liberman đến từ Vashkivtsi, Ukraina. Năm 2006, Karol thú nhận rằng cô thường cảm thấy mình bị phân biệt đối xử ở trường vì họ Do Thái của cô. Cô thông thạo cả tiếng Ukraina và tiếng Nga. Từ lúc thiếu niên, Karol (với tên thật là Tetiana Liberman) đã biểu diễn với nhóm nhảy tại cộng đồng người Do Thái ở Kyiv trong bốn năm, các tiết mục của cô còn có các bài hát được thể hiện bằng tiếng Hebrew và Yiddish. Năm 2000, nhóm của cô tới Hoa Kỳ để biểu diễn gây quỹ cho các chương trình của Jewish Agency for Israel tại Ukraina.
Sang năm thứ tư, cô được quốc hội Ukraina trao học bổng. Karol đã tham gia nhiều cuộc thi ca hát dành cho thanh thiếu niên, cấp địa phương, quốc tế và người Do Thái, cũng như các chương trình nhạc kịch và kịch nghệ. Karol trở thành nghệ sĩ solo của Đoàn ca múa nhạc thuộc Lực lượng Vũ trang Ukraina và làm người dẫn truyền hình. Năm 2005, cô lấy nghệ danh ít gợi gốc gác Do Thái hơn sau khi các nhà sản xuất của New Wave đề xuất như vậy với cô. Năm 2006, cô bình luận rằng: "Đó là một phần thỏa thuận của tôi với các nhà sản xuất, thực lòng thì tôi vui vì đã đổi tên. Tôi thấy như nó đã gây trở ngại cho bản thân trong suốt đời mình."

## Sự nghiệp

### 2006–2017: Eurovision Song Contest, gặt hái giải thưởng và làm giám khảo chương trìnhThe Voice Ukraine

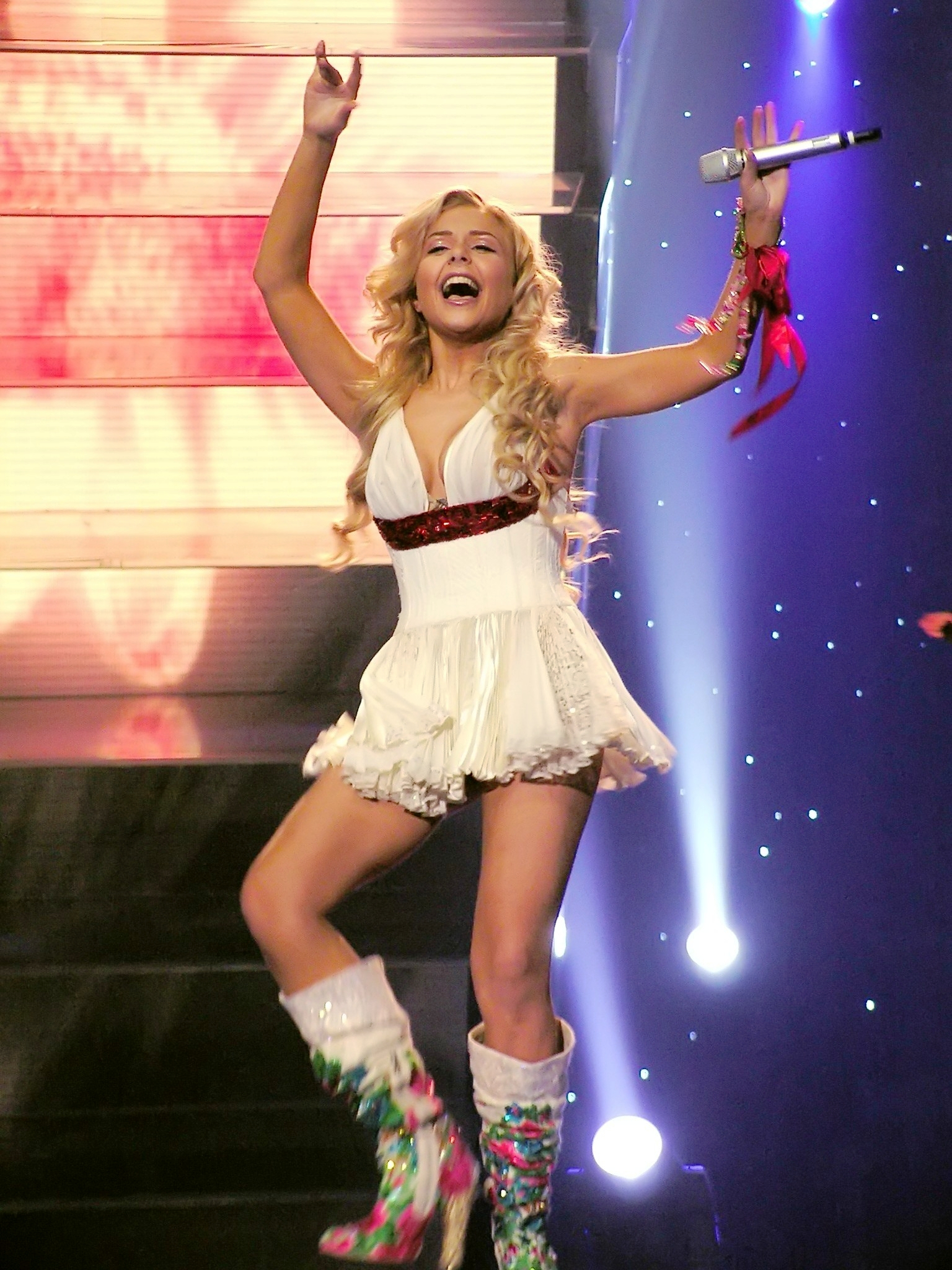
Karol biểu diễn tại Eurovision Song Contest vào năm 2006

Năm 2006, Karol giành được suất dự Eurovision Song Contest 2006 với ca khúc "I Am Your Queen", do đó đại diện cho Ukraina đi thi và đạt được hạng bảy chung cuộc, ghi được 145 điểm, và bài hát được cải biên có tên gọi "Show Me Your Love". Năm 2006, Tina Karol phát hành album đầu tay Show Me Your Love, và một album nữa có tựa Nochenka. Một số bài trong abum đầu tiên được hát bằng tiếng Nga và Ukraina. Cũng trong năm 2006, cô bắt đầu học qua thư tại Đại học hàng không quốc gia ở Kyiv. Năm 2006, cô còn tham gia chiến dịch Unite for Children, Unite Against AIDS của Liên Hợp Quốc nhằm đối phó HIV/AIDS ở Ukraina.
Năm 2007, cô phát hành album Polyus prityazheniya và sáng tác ca khúc cổ tích "Pautinka". Nội dung bài hát nói về một con sâu bướm, miêu tả ngành nghệ thuật biểu diễn theo trải nghiệm của Tina. Philipp Kirkorov, Alla Pugacheva và Verka Serduchka đều sắm "vai" trong câu chuyện này.
Ngày 16 tháng 1 năm 2009, Tổng thống Ukraina Viktor Yushchenko trao tặng Karol danh hiệu Nghệ sĩ Ưu tú Ukraina. Tháng 10 năm 2009, các chuyên gia của tạp chí Ukraina Focus xếp cô ở vị trí thứ 92 trong Top 100 nữ danh nhân thành công nhất Ukraina.
Tháng 2 năm 2009, cô giành giải Ca sĩ đẹp nhất Ukraina từ các nhà tổ chức cuộc thi sắc đẹp Hoa hậu Hoàn vũ Ukraina  2009. Cũng trong tháng ấy, cô lần thứ hai nhận danh hiệu Người phụ nữ đẹp nhất Ukraina theo các độc giả của ấn bản đặc biệt Viva! Buổi ra mắt ca khúc mới "Ne boysya, malchik" cũng được tổ chức tại nơi đó. Tháng 3 năm 2009, hai ca khúc ("U neba poprosim" từ album Polyus prityazheniya) và sáng tác mới "Lyubol" được chọn vào soundtrack của hai chương trình truyền hình.
Mùa xuân năm 2011, cô cùng với Sergey Lazarev và nhóm đôi Alibi trở thành MC của chương trình truyền hình âm nhạc Maidan's.
Mùa thu năm 2012, cô làm huấn luyện viên trên chương trình tìm kiếm tài năng thực tế The Voice Kids của Ukraina. Mùa xuân năm 2013, cô tiếp tục làm huấn luyện viên ở mùa ba của The Voice of Ukraine.
Ngày 24 tháng 11 năm 2013, tour diễn xuyên quốc gia của Tina Karol bắt đầu với tour solo Sila lyubvi i Golosa - tour ấy kết thúc vào cuối tháng 2 năm 2014.
Ngày 6 tháng 2 năm 2014, album thứ năm Pomnyu được phát hành. Ngày 14 tháng 2, lễ ra mắt bộ phim The Power of Love and the Voice được tổ chức, dựa trên chương trình cùng tên.
Ngày 26 tháng 3 năm 2014, cô giành giải âm nhạc Yuna ở hạng mục Ca sĩ của năm. Ngày 1 tháng 6 năm 2014, cô  thành lập quỹ từ thiện The Pole of Attraction nhằm giúp đỡ các nạn nhân bị ung thư. Năm 2014, đĩa đơn "#MNOD" được phát hành, và cùng năm ấy, video âm nhạc của ca khúc cũng được ra mắt. Năm 2015, video của ca khúc "Ya vse yesche lyublyu" được trình làng. Cùng năm đó, cô tiếp tục đi tour với đội ngũ của mình tại các thành phố của Ukraina với tiết mục "Ya vse yesche lyublyu."
Mùa đông năm 2015, Karol trở lại làm huấn luyện viên mùa hai của The Voice Kids. Quán quân của mùa năm ấy thuộc đội của cô. Trong chương trình, cô phát hành "Ukraina – tse ty" - bài hát do cô sáng tác lấy cảm hứng từ các bạn thiếu nhi trong đội. Sau đó một video có sự góp mặt của cô cùng các thí sinh trong chương trình được phát hành. Mùa xuân năm 2015, cô trở lại làm huấn luyện viên ở mùa năm của The Voice of Ukraine. Ngày 25 tháng 33 năm 2015 cô thắng giải âm nhạc Yuna ở hạng mục Nghệ sĩ trình diễn xuất sắc nhất. Ngày 28 tháng 4 năm 2015, đúng vào chồng cô là Yevhen Ohir mất, nữ ca sĩ phát hành đĩa đơn "Spasibo" 
Ngày 26 tháng 11 năm 2015, cô thắng giải âm nhạc M1 ở hạng mục Ca sĩ xuất sắc nhất. Mùa đông năm 2015, cô trở lại làm huấn luyện viên ngôi sao ở mùa sáu của The Voice of Ukraine. Mùa thu năm 2016, cô trở thành huấn luyện viên ngôi sao ở mùa ba của The Voice Kids.
Ngày 22 tháng 1 năm 2017, Tổng thống Ukraina Petro Poroshenko trao tặng Tina Karol danh hiệu Nghệ sĩ Nhân dân Ukraina.
Mùa đông năm 2018, cô trở thành huấn luyện viên ngôi sao ở mùa chín của The Voice of Ukraine.

### 2018–nay: Tiếp tục làm giám khảo truyền hình và các dự án mới
Tina Karol trở thành gương mặt đại diện của hãng hàng không Ukraine International Airlines (UIA) Ngày 8 tháng 3 năm 2018, cô phát hành bộ phim ca nhạc mang tên The Intonations of Tina Karol. Ngày 26 tháng 4, Tina Karol biểu diễn một tiết mục đặc biệt trên sóng của The Voice of Ukraine. Nữ ca sĩ đã trình bày các bài hát trích từ đĩa nhạc đạt đĩa bạch kim Intonatsii. Ngày 5 tháng 7, cô giới thiệu chương trình hòa nhạc mới tại Minsk, Belarus. Ngày 27 tháng 7, công ty Viber phát hành các miếng dán in hình Tina Karol. Ngày 26 tháng 8, kênh truyền hình 1+1 trình chiếu phiên bản truyền hình của bộ phim ca nhạc Intonatsii của Tina Karol. Ngày 27 tháng 8, cô tổ chức lễ ra mắt album Intonatsii (Live).

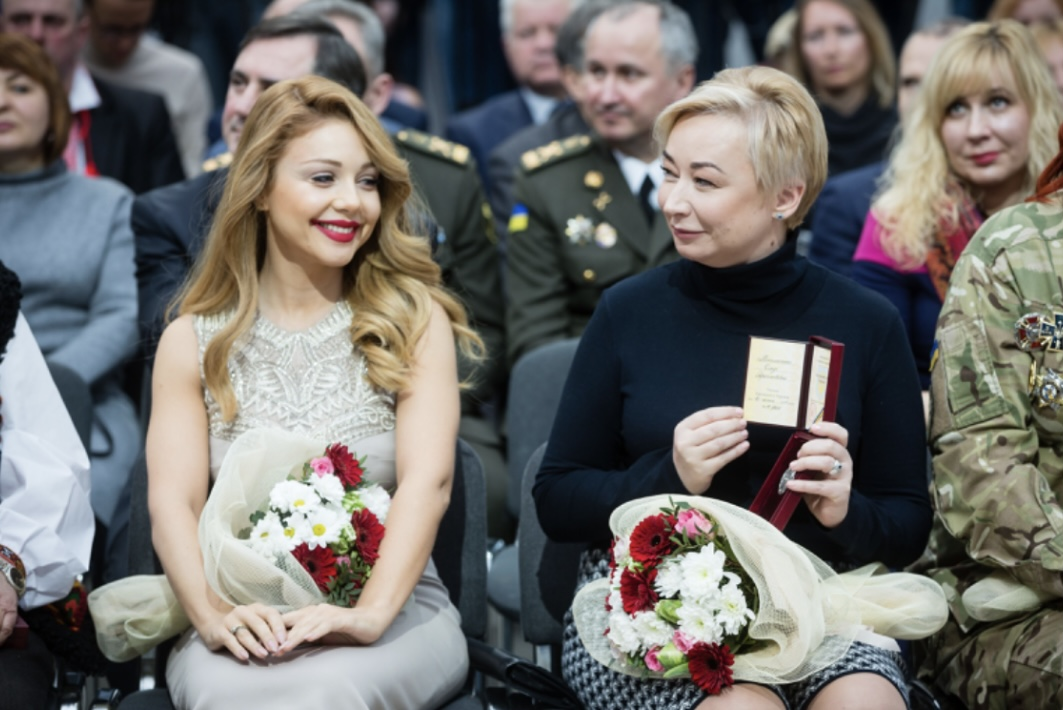
Tina Karol tại lễ trao giải thưởng nhà nước nhân Ngày thống nhất Ukraine năm 2017.

Mùa thu năm 2018, Tina Karol một lần nữa tham gia vào dự án Shchyrі-2018 của tạp chí Elle Ukraine. Ngày 13 tháng 11, Big European Tour của Tina Karol được khởi động. Tour này đi qua các nước Cộng hòa Séc, Israel, Moldova và Ý. Mùa đông năm 2018, cô trở thành huấn luyện viên ngôi sao ở mùa chín của The Voice of Ukraine. Ngày 7 tháng 12, lễ ra mắt ca khúc mới "Sila vysoty" ("The Power of Heights") được tổ chức. Ngày 14 tháng 12, The Crashes đoạt giải Phim ngắn xuất sắc nhất tại Liên hoan phim ngắn quốc tế 2018.
Ngày 4 tháng 4 năm 2019, Tina Karol và Boombox phát hành "Bezodnya" ("The Abyss") - sản phẩm hợp tác đầu tiên của họ. Ý tưởng sáng tạo nên thành phẩm này đến bất chợt từ thủ lĩnh Andriy Khlyvniuk của ban nhạc Boombox. Ngày 22 tháng 8,Tina Karol ra mắt đĩa đơn cùng MV mới. Ca khúc có nhan đề "Vabyty" (Attract). Ngày 24 tháng 8, Tina Karol tham gia đoàn "Procession of Dignity" vào Ngày độc lập Ukraina. Nữ ca sĩ trình bày một đoạn của quốc ca Ukraina trên nóc Học viện âm nhạc quốc gia Ukraina Tchaikovsky. Cùng tháng ấy, cô làm người dẫn chương trình Dancing with the stars phiên bản Ukraina mang tên Tantsi z zirkamy. Vào tháng 10, cô cùng ca sĩ người Moldova Dan Balan đã trình bày đĩa đơn “Domoy” (Home) tại cuộc thi.
Tháng 11 năm 2019, Tina Karol trở thành gương mặt đại diện và Đại sứ của nhãn hiệu trang sức Ukraina Ukrzoloto. Cùng tháng ấy, cô giới thiệu MV mới cho ca khúc " Idi na zhizn " ("Go to the life"). Ngày 30 tháng 11, Tina Karol và Dan Balan trình bày đĩa đơn “Domoy” tại lễ trao giải âm nhạc M1. Ngày 12 tháng 12, Tina Karol và nghệ sĩ solo Julia Sanina của ban nhạc The Hardkiss cùng trình bày ca khúc “Vilna”  (Free) và phát hành MV cho bài hát. Đĩa đơn này được đưa vào của bộ phim Viddana. Tháng 12 năm 2019, Tina Karol có mặt trong danh sách 100 nhân vật Ukraina giàu sức ảnh hưởng nhất của Focus, cô đứng ở vị trí thứ 85.

## Đời tư
Ngày 15 tháng 6 năm 2008, Tina kết hôn với nhà sản xuất nhạc Yevhen Ohir (1980—2013). Ngày 18 tháng 11 năm 2008, Karol hạ sinh đứa con duy nhất của họ - một đứa con trai tên Veniamin Ohir. Ngày 28 tháng 4, Ohir mất vì ung thư dạ dày, thọ 32 tuổi.
Năm 2006, khi Tina được Jewish Telegraphic Agency hỏi rằng liệu cô có nhận mình là người Do Thái không, cô đáp: "Tôi không thích nói về chuyện tự nhận diện mình, tôi thấy mình chỉ là người đến với thế giới này để thay đổi. Có một giai đoạn trong đời tôi quyết định về tín ngưỡng tôn giáo của mình, song giờ tôi nghĩ mình đã tìm ra tín ngưỡng của mình. Tôi tin vào Chúa, nhưng tôi không gắn mình với bất kỳ tôn giáo cụ thể nào."

## Danh sách đĩa nhạc

### Album phòng thu
| Tựa đề            | Chi tiết | Chứng nhận             | Doanh số           | Streaming            |
| ----------------- | --- | ---------------------- | ------------------ | -------------------- |
| Show Me Your Love | - Ngày phát hành: 16 tháng 5 năm 2006 - Hãng thu âm: Karol Music, Lavina Music - Định dạng: Cassette, CD, Nhạc số | - Ukraina: Vàng        | - Ukraina: 50.000  | —                    |
| Полюс притяжения  | - Ngày phát hành: 27 tháng 12 năm 2007 - Hãng thu âm: Astra Records - Định dạng: Cassette, CD, Nhạc số            | - Ukraina: Bạch kim    | - Ukraina: 100.000 | —                    |
| 9 жизней          | - Ngày phát hành: 21 tháng 12 năm 2010 - Hãng thu âm: Astra Records, Lavina Music - Định dạng: CD, DVD, Nhạc số   | - Ukraina: Bạch kim    | - Ukraina: 100.000 | —                    |
| Помню             | - Ngày phát hành: 6 tháng 2 năm 2014 - Hãng thu âm: Không có hãng phân phối - Định dạng: CD, Nhạc số              | - Ukraina: Bạch kim    | - Ukraina: 100.000 | —                    |
| Интонации         | - Ngày phát hành: 17 tháng 8 năm 2017 - Hãng thu âm: Không có hãng phân phối - Định dạng: CD, Nhạc số             | - Ukraina: Đa Bạch kim | —                  | - Ukraina: 2.000.000 |
| Найти своих       | - Ngày phát hành: 18 tháng 9 năm 2020 - Hãng thu âm: Không có hãng phân phối - Định dạng: CD, Nhạc số             | —                      | —                  | —                    |
| Красиво           | - Ngày phát hành: 2 tháng 4 năm 2021 - Hãng thu âm: Không có hãng phân phối - Định dạng: Nhạc số                  | —                      | —                  | —                    |
| Молода кров       | - Ngày phát hành: 20 tháng 8 năm 2021 - Hãng thu âm: Không có hãng phân phối - Định dạng: Nhạc số                 | —                      | —                  | —                    |
| Scandal           | - Ngày phát hành: 30 tháng 9 năm 2022 - Hãng thu âm: Tina Karol - Định dạng: Nhạc số                              | —                      | —                  | —                    |

### EP
| Tựa đề      | Chi tiết                                                                                           | Chứng nhận      | Sales             |
| ----------- | -------------------------------------------------------------------------------------------------- | --------------- | ----------------- |
| Ноченька    | - Ngày phát hành: 24 tháng 12 năm 2006 - Hãng thu âm: Lavina Music - Định dạng: CD, Nhạc số        | - Ukraina: Vàng | - Ukraina: 50.000 |
| Двойной рай | - Ngày phát hành: 29 tháng 11 năm 2021 - Hãng thu âm: Không có hãng phân phối - Định dạng: Nhạc số |                 |                   |
| Leleka      | - Ngày phát hành: 31 tháng 8 năm 2022 - Hãng thu âm: Tina Karol - Định dạng: Nhạc số               |                 |                   |

### Album trực tiếp
| Tựa đề                         | Chi tiết                                                                                           |
| ------------------------------ | -------------------------------------------------------------------------------------------------- |
| Сила любви и голоса            | - Ngày phát hành: 17 tháng 4 năm 2014 - Hãng thu âm: Không có hãng phân phối - Định dạng: Nhạc số  |
| Я всё ещё люблю                | - Ngày phát hành: 11 tháng 11 năm 2015 - Hãng thu âm: Không có hãng phân phối - Định dạng: Nhạc số |
| Интонации                      | - Ngày phát hành: 27 tháng 8 năm 2018 - Hãng thu âm: Không có hãng phân phối - Định dạng: Nhạc số  |
| Юбилейный                      | - Ngày phát hành: 18 tháng 12 năm 2020 - Hãng thu âm: Không có hãng phân phối - Định dạng: Nhạc số |
| Красиво                        | - Ngày phát hành: 30 tháng 4 năm 2021 - Hãng thu âm: Không có hãng phân phối - Định dạng: Nhạc số  |
| Cyber Show: Atlas Weekend 2021 | - Ngày phát hành: 30 tháng 7 năm 2021 - Hãng thu âm: Không có hãng phân phối - Định dạng: Nhạc số  |

### Album tuyển tập
| Tựa đề               | Chi tiết                                                                                             |
| -------------------- | --- |
| Девять песен о войне | - Ngày phát hành: 7 tháng 5 năm 2014 - Hãng thu âm: Không có hãng phân phối - Định dạng: CD          |
| Колядки              | - Ngày phát hành: 1 tháng 1 năm 2015 - Hãng thu âm: Không có hãng phân phối - Định dạng: CD, Nhạc số |
| Всі хіти             | - Ngày phát hành: 8 tháng 12 năm 2016 - Hãng thu âm: Không có hãng phân phối - Định dạng: Nhạc số    |
| Плейлист весны       | - Ngày phát hành: 5 tháng 4 năm 2019 - Hãng thu âm: Không có hãng phân phối - Định dạng: Nhạc số     |
| Українські пісні     | - Ngày phát hành: 25 tháng 3 năm 2022 - Hãng thu âm: Tina Karol - Định dạng: Nhạc số                 |

### Đĩa đơn
| Tựa đề                                                                   | Năm  | Vị trí xếp hạng cao nhất | Album                         |
| Tựa đề                                                                   | Năm  | Ukraina                  | Album                         |
| ------------------------------------------------------------------------ | ---- | ------------------------ | ----------------------------- |
| "Show Me Your Love"                                                      | 2006 | —                        | Show Me Your Love             |
| "Люблю его"                                                              | 2007 | —                        | Полюс притяжения              |
| "Не бойся, мальчик"                                                      | 2009 | —                        | 9 жизней                      |
| "Мы не останемся друзьями"                                               | 2015 | 12                       | Всі хіти                      |
| "Україна — це ти"                                                        | 2015 | 21                       | Колядки                       |
| "Я всё ещё люблю"                                                        | 2015 | 3                        | Всі хіти                      |
| "Сдаться ты всегда успеешь"                                              | 2015 | 1                        | Плейлист весны                |
| "Твої гріхи"                                                             | 2016 | 3                        | Интонации                     |
| "Blindfold"                                                              | 2016 | —                        | Đĩa đơn không trong album nào |
| "Перечекати"                                                             | 2016 | 10                       | Интонации                     |
| "Lost in the Rain"                                                       | 2016 | —                        | Đĩa đơn không trong album nào |
| "Я не перестану"                                                         | 2017 | 92                       | Đĩa đơn không trong album nào |
| "Дитинство не втрачай"                                                   | 2017 | —                        | Đĩa đơn không trong album nào |
| "All of Me"                                                              | 2018 | —                        | Đĩa đơn không trong album nào |
| "Step by Step"                                                           | 2018 | —                        | Đĩa đơn không trong album nào |
| "Мужчина моей мечты"                                                     | 2018 | 32                       | Интонации                     |
| "Sweet Love"                                                             | 2018 | —                        | Đĩa đơn không trong album nào |
| "Сила высоты"                                                            | 2018 | 8                        | Найти своих                   |
| "Безодня" (với Andriy Khlyvniuk)                                         | 2019 | —                        | Найти своих                   |
| "Вабити"                                                                 | 2019 | 5                        | Найти своих                   |
| "Иди на жизнь"                                                           | 2019 | 25                       | Найти своих                   |
| "Домой" (với Dan Balan)                                                  | 2019 | 22                       | Freedom, Part 2               |
| "Вільна" (với Julia Sanina)                                              | 2019 | 4                        | Найти своих                   |
| "Помнишь" (với Dan Balan)                                                | 2020 | —                        | Найти своих                   |
| "Blow Your Mind" (với Luca Dayz, Snoop Dogg, L.O.E.)                     | 2020 | —                        | Найти своих                   |
| "Heaven"                                                                 | 2020 | —                        | Đĩa đơn không trong album nào |
| "Скандал"                                                                | 2021 | 11                       | Красиво                       |
| "Phenomenal" (với Luca Dayz, Legendary Marquest)                         | 2021 | —                        | Miungu Ya Muziki              |
| "Красиво"                                                                | 2021 | 35                       | Красиво                       |
| "Lovers"                                                                 | 2021 | —                        | Đĩa đơn không trong album nào |
| "Зірочка" (với Kazka)                                                    | 2021 | 16                       | Молода кров                   |
| "Bounty" (với Latexfauna)                                                | 2021 | 40                       | Молода кров                   |
| "Двойной Рай"                                                            | 2021 | 41                       | Двойной Рай                   |
| «Спи собі сама»                                                          | 2022 | —                        | Українські пісні              |
| National Anthem of Ukraine                                               | 2022 | —                        | Đĩa đơn không trong album nào |
| «Вільні. Нескорені»                                                      | 2022 | 13                       | Đĩa đơn không trong album nào |
| «HONEY & МЕД»                                                            | 2023 | —                        | Đĩa đơn không trong album nào |
| "—" chỉ đĩa đơn không được xếp hạng hoặc phát hành tại vùng lãnh thổ đó. |      |                          |                               |

## Danh sách phim

### Video âm nhạc
| Năm  | Tựa đề                                                                             | Đạo diễn                          | C.thích |
| ---- | ---------------------------------------------------------------------------------- | --------------------------------- | ------- |
| 2005 | ”Выше облаков” (”Vyshe oblakov”/”Higher than clouds”)                              | German Glinskii                   | [ 43 ]  |
| 2006 | “Show Me Your Love”                                                                | German Glinskii                   | [ 44 ]  |
| 2006 | ”Пупсик” (”Pupsik”/”Baby doll”)                                                    | Alan Badoev                       | [ 45 ]  |
| 2006 | ”Ноченька” (”Nochenka”/”The night”)                                                | Alan Badoev                       | [ 46 ]  |
| 2007 | ”Люблю его” (”Lublu ego”/”I love him”)                                             | Alan Badoev                       | [ 47 ]  |
| 2007 | ”Полюс притяжения” (“Polyus prityazheniya” “Pole of attraction”)                   | Alan Badoev                       | [ 48 ]  |
| 2008 | ”Ключик” (“Klyuchik”/”The key”)                                                    | Alan Badoev                       | [ 49 ]  |
| 2009 | ”У неба попросим” (“U neba poprosim”/ “Let's ask the sky”                          | Igor Zabara                       | [ 50 ]  |
| 2009 | ”Не бойся” (“Ne boysya”/“Don't be afraid”)                                         | Sergiy Solodkyi                   | [ 51 ]  |
| 2009 | ”Radio Baby”                                                                       | Sergiy Solodkyi                   | [ 52 ]  |
| 2010 | ”Шиншилла” (“Shinshilla”/”Chinchilla”)                                             | Sergiy Solodkyi                   | [ 53 ]  |
| 2010 | ”Не дощ” (“Ne dosch”/” Not rain”)                                                  | Sergiy Solodkyi                   | [ 54 ]  |
| 2011 | ”Я скажу Да” (“Ya skzhu Da”/”I'll say Yes”)                                        | Sergiy Solodkyi                   | [ 55 ]  |
| 2011 | ”Зачем я знаю” (“Zachem ya znayu”/”Why do I know”)                                 | Alan Badoev                       | [ 56 ]  |
| 2011 | ”Ніжно” (“Nizhno”/”Tender”)                                                        | Alan Badoev                       | [ 57 ]  |
| 2011 | ”Я не беру трубку” (“Ya ne beru trubku”/”I don't pick up the phone”)               | Alan Badoev                       | [ 58 ]  |
| 2013 | ”Вьюга-зима” (“Vjuga-zima”/”Snowstorm–winter”)                                     | Hindrek Maazik                    | [ 59 ]  |
| 2013 | ”Помню” (“Pomniu”/”Remember”)                                                      | Yaroslav Pilunskyi                | [ 60 ]  |
| 2013 | ”Жизнь продолжается” (“Zhizn prodolzhaetsya”/”The life goes on”)                   | Yaroslav Pilunskyi                | [ 61 ]  |
| 2014 | ”Удаляюсь” (“Udaliaus”/”I'm leaving”)                                              | Dmitriy Konchev                   | [ 62 ]  |
| 2014 | ”Мы не останемся друзьями” (“My ne ostanemsya druzjami”/”We don't stay friends”)   | Hindrek Maazik                    | [ 63 ]  |
| 2015 | ”Я все еще люблю” (“Ya vse esche lublu”/”I still love”)                            | Hindrek Maazik                    | [ 64 ]  |
| 2015 | ”Україна — це ти” (“Ukraina – tse ty”/”Ukraine is you”)                            | Maksym Deliergiev                 | [ 65 ]  |
| 2015 | ”Сдаться ты всегда успеешь” (“Sdatsya ty vsegda uspeesh”/”You can always give up”) | Hindrek Maazik                    | [ 66 ]  |
| 2016 | ”Твої гріхи” (“Tvoi grihy”/”Your sins”)                                            | GloriaFX                          | [ 67 ]  |
| 2016 | ”Перечекати” (“Perechekaty”/”To wait out”)                                         | Stanislav Morozov                 | [ 68 ]  |
| 2017 | ”Я не перестану” (“Ya ne perestanu”/”I won't stop”)                                | GloriaFX                          | [ 69 ]  |
| 2018 | ”Всё во мне” (“Vsyo vo mne”/”Everything in me”)                                    | 1+1                               | [ 70 ]  |
| 2018 | ”Земля” (“Zemlya”/”The Earth”)                                                     | 1+1                               | [ 71 ]  |
| 2018 | ”Космічні почуття” (“Kosmichni pochuttua”/”The cosmic feelings”)                   | 1+1                               | [ 72 ]  |
| 2018 | ”Внезапно” (“Vnezapno”/”Suddenly”)                                                 | 1+1                               | [ 73 ]  |
| 2018 | ”Шаг, шаг” (“Shug, shug”/”Step, step”)                                             | 1+1                               | [ 74 ]  |
| 2018 | ”Мужчина моей мечты” (“Muzchina moey mechty”/”The Man of my dreams”)               | 1+1                               | [ 75 ]  |
| 2018 | ”Дикая вода” (“Dikaya voda”/”The wild water”)                                      | 1+1                               | [ 76 ]  |
| 2018 | ”Сила высоты” (“Sila vysoty”/”The power of height”)                                | Hindrek Maazik                    | [ 77 ]  |
| 2019 | ”Безодня” (“Bezodnya”/”The abyss”) feat. Andriy Khlyvnyuk                          | Stanislav Gurenko                 | [ 78 ]  |
| 2019 | ”Вабити” (“Vabyty”/”To attract”)                                                   | Tim Milgram                       | [ 79 ]  |
| 2019 | ”Иди на жизнь” (“Idi na zhizn”/”Go for life”)                                      | Polly Pierce                      | [ 80 ]  |
| 2019 | ”Вільна” (“Vilna”/”Free”) feat. Julia Sanina                                       | Hrystyna Syvolap                  | [ 81 ]  |
| 2020 | ”Найти своих” (“Nayti svoih”/”To find your own”)                                   | Stanislav Morozov                 | [ 82 ]  |
| 2020 | ”Лодочка” (“Lodochka”/”The boat”)                                                  | Stanislav Morozov                 | [ 83 ]  |
| 2020 | ”Небо” (“Nebo”/”The sky”)                                                          | Stanislav Morozov                 | [ 84 ]  |
| 2021 | ”Скандал” (“Scandal”)                                                              | Indy Hait                         | [ 85 ]  |
| 2021 | ”Хороший парень” (“Horoshyi paren”/”The good guy”)                                 | Indy Hait                         | [ 86 ]  |
| 2021 | ”Красиво” (“Krasivo”/”Beautiful”)                                                  | Indy Hait                         | [ 87 ]  |
| 2021 | ”Двойной рай” (“Dvoynoy ray”/”Double paradise”)                                    | Alina Symonenko                   | [ 88 ]  |
| 2022 | ”Вільні. Нескорені” (“Vilni.Neskoreni”/”Free. Unconquered”)                        | Ksenia Kargina, Elizaveta Klyuzko | [ 89 ]  |
| 2023 | ”Honey & Мед”                                                                      | Henry Lipatov                     | [ 90 ]  |

### Truyền hình
| Năm         | Tựa đề                                                              | Vai diễn                 | Ghi chú                                                                  | C.thích |
| ----------- | ------------------------------------------------------------------- | ------------------------ | ------------------------------------------------------------------------ | ------- |
| 2005        | Хочу бути зіркою (“Hochu buty zirkoyu”/”I want to be a star”)       | MC                       | Cuộc thi gồm các nghệ sĩ biểu diễn trẻ                                   | [ 91 ]  |
| 2006—2007   | Танці з зірками (“Tantsi z zirkamy”/”Dances with the stars”)        | MC                       | Gamesshow cuộc thi vũ đạo Ukraina                                        | [ 92 ]  |
| 2008        | Нова хвиля (“Nova hvylya”/”New Wave (competition)”)                 | MC                       | Cuộc thi quốc tế cho nghệ sĩ biểu diễn trẻ                               | [ 93 ]  |
| 2008        | Моя правда (“Moya Pravda”/”My truth”)                               | Đóng chính cô            | Chương trình truyền hình                                                 | [ 94 ]  |
| 2011        | Майданс (“Maidans”/“My dance”)                                      | MC                       | Chương trình thi vũ đạo                                                  | [ 95 ]  |
| 2012        | Crimea Music Fest                                                   | MC                       | Lễ hội âm nhạc quốc tế                                                   | [ 96 ]  |
| 2012        | Голос. Діти (“Holos Dity”/”Voice.Kids”)                             | Huấn luyện viên ngôi sao | Chương trình tìm kiếm tài năng âm nhạc nhí của Ukraina                   | [ 97 ]  |
| 2013        | Голос країни (“Holos Krainy”/”The Voice of the Country”)            | Huấn luyện viên ngôi sao | Chương trình tìm kiếm tài năng âm nhạc                                   | [ 98 ]  |
| 2015        | Я все еще люблю (“Ya vse esche lublu”/”I still love”)               | Đóng chính cô            | Tiết mục ca nhạc                                                         | [ 99 ]  |
| 2015—2016   | Голос. Діти (“Holos Dity”/”Voice.Kids”)                             | Huấn luyện viên ngôi sao | Chương trình tìm kiếm tài năng âm nhạc nhí của Ukraina                   | [ 100 ] |
| 2015 — 2021 | Голос країни (“Holos Krainy”/”The Voice of the Country”)            | Huấn luyện viên ngôi sao | Chương trình tìm kiếm tài năng âm nhạc                                   | [ 101 ] |
| 2015        | Різдвяна історія з Тіною Кароль (“Christmas story with Tina Karol”) | Đóng chính cô            | Phim điện ảnh truyền hình                                                | [ 102 ] |
| 2017—2019   | Танці з зірками (“Tantsi z zirkamy”/”Dances with the stars”)        | MC                       | Gameshow cuộc thi vũ đạo của Ukraina                                     | [ 103 ] |
| 2020, 2022  | Євробачення. Національний відбір (Vidbir)                           | Thành viên ban giám khảo | Vòng tuyển chọn của Ukraina để chọn người dự thi Eurovision Song Contest | [ 104 ] |
| 2020        | Ліпсінк батл ("Lip Sync Battle”)                                    | MC                       | Chương trình âm nhạc giễu nhại                                           | [ 105 ] |
| 2021        | Міс Україна (“Hoa hậu Hoàn vũ Ukraina”)                             | Thành viên ban giám khảo | Cuộc thi hoa hậu Ukraina                                                 | [ 106 ] |
| 2021        | Double Days                                                         | MC                       | Show kể chuyện bài hát qua màn hình điện tử ở Kazakhstan                 | [ 107 ] |
| 2022        | Українська пісня року (“Bài hát Ukraina của năm”)                   | MC                       | giải thưởng âm nhạc quốc gia Ukraina                                     | [ 108 ] |

### Điện ảnh truyền hình
| Năm  | Tựa đề                                                         | Ghi chú                                                                        | Vai diễn                                 | C.thích |
| ---- | -------------------------------------------------------------- | ------------------------------------------------------------------------------ | ---------------------------------------- | ------- |
| 2006 | “Танго любви” ("Tango of love")                                | Phim điện ảnh truyền hình tâm lý tình cảm Ukraina                              | Tina                                     | [ 109 ] |
| 2006 | ”Карнавальная ночь – 2” (“Carnival night – 2”)                 | Phim điện ảnh âm nhạc                                                          | Tina                                     | [ 110 ] |
| 2007 | “Звездные каникулы” ("Star holidays")                          | Tiểu phẩm hài âm nhạc dịp Năm Mới                                              | Maria                                    | [ 111 ] |
| 2007 | ”Зірки в Армії” (“Stars in the Army")                          | Phim điện ảnh truyền hình âm nhạc                                              | Tina                                     | [ 112 ] |
| 2008 | “Смешные песни о главном” (“Funny songs about the main thing”) | Phim điện ảnh ca nhạc dịp Năm Mới với các bài hát nổi tiếng từ các bộ phim hài | Geisha                                   | [ 113 ] |
| 2009 | ”Бригада-М” (”G-Force (film)”)                                 | Hoạt hình hài                                                                  | Strawberry                               | [ 114 ] |
| 2013 | ”1+1 удома” (“1+1 at home”)                                    | Tiểu phẩm hài âm nhạc dịp Năm Mới                                              | Tina                                     | [ 115 ] |
| 2019 | “Бывшие” (“Former”)                                            | Phim ngắn tâm lý tình cảm                                                      | Anna                                     | [ 116 ] |
| 2019 | “Папик” (“The Dad")                                            | Phim truyền hình hài tâm lý tình cảm                                           | Thành viên ban giám khảo của show “Sing” | [ 117 ] |
| 2020 | “Великі Вуйки 2” (“Great uncles 2")                            | Phim truyền hình hài Ukraina                                                   | Iryna                                    | [ 118 ] |

### Loạt phim tài liệu
| Năm  | Tựa đề                                                                         | Ghi chú | C.thích |
| ---- | ------------------------------------------------------------------------------ | --- | ------- |
| 2014 | “Сила любви и голоса” ("Power of love and voice")                              | Phim tài liệu âm nhạc về cuộc đời và sự nghiệp của Tina Karol                                                         | [ 119 ] |
| 2015 | “Я все еще люблю” ("I still love")                                             | Tiết mục âm nhạc | [ 120 ] |
| 2017 | Семь «Интонаций» Тины Кароль (“Seven Intonations” of Tina Karol)               | Phim tài liệu ghi lại hậu trường của bảy buổi hòa nhạc solo của Tina Karol tại Cung nghệ thuật quốc gia Ukraina, Kyiv | [ 121 ] |
| 2020 | ”Найти своих” (“To find your own”)                                             | Sản xuất phim điện ảnh bộ ba                                                                                          | [ 122 ] |
| 2021 | “Красиво” (“Beautiful”)                                                        | Live-session | [ 123 ] |
| 2021 | ”Тина Кароль. Atlas Weekend” (“Tina Karol. Atlas Weekend)                      | Hòa nhạc trực tiếp | [ 124 ] |
| 2021 | ”Тина Кароль. Atlas Weekend: СОЗДАНИЕ” (“Tina Karol. Atlas Weekend: Creation”) | Phim tài liệu về quá trình sản xuất một show hòa nhạc quy mô lớn                                                      | [ 125 ] |
| 2021 | “Тина Кароль — Двойной рай” (“Tina Karol — Double paradise”)                   | Quá trình sản xuất | [ 126 ] |
| 2022 | “Красиво. Бегу на свет” (“Beautiful. I'm running to the light")                | Phim hòa nhạc | [ 127 ] |